# Máscaras de subred de tamaño variable
La máscara de subred de tamaño variable o VLSM (del inglés Variable Length Subnet Mask) representa otra de las tantas soluciones que se implementaron para evitar el agotamiento de direcciones IP en IPv4 (1987), como la división en subredes (1985), el enrutamiento sin clases (CIDR) (1993), NAT y las direcciones IP privadas.[cita requerida]
Otra de las funciones de VLSM es descentralizar las redes y de esta forma conseguir redes más seguras y jerárquicas.[cita requerida]

## Ejemplo de desperdicio de direcciones
Si se utiliza una máscara de subred de tamaño fijo (la misma máscara de subred en todas las subredes), todas las subredes van a tener el mismo tamaño. Por ejemplo, si la subred más grande necesita 200 hosts, todas las subredes van a tener el mismo tamaño de 256 direcciones IP (nota: se ha redondeado hacia arriba, hacia la siguiente potencia, de 2). Si una subred que necesita 10 equipos, se asigna la misma subred de 256 direcciones, aunque las restantes 246 direcciones no se utilicen. Incluso los enlaces seriales (WAN), que solo necesitan dos direcciones IP, requieren una subred de 256 direcciones. (nota: en realidad serían 254 direcciones asignables a los hosts, ya que hay que descontar la dirección de la subred (todo ceros en la parte de la identificación del host) y la dirección de broadcast (todo unos en la parte de la identificación del host)).

## Planificación de subredes de tamaño variable
Una subred es un conjunto de direcciones IP y con ella se pueden hacer dos cosas: asignar direcciones IP a los equipos o dividirlo nuevamente en subredes más pequeñas. En cada división, las subredes primera y última no se usan (actualmente, la mayoría del hardware ya soporta el poder trabajar con ambas, primera y última, aunque se deberá de comprobar antes de hacer uso de éstas). Este tipo tiene una aplicación parecida al direccionamiento IP donde la primera identificaba la red y la última es de broadcast - en este caso, la primera identificaba la subred y la última se aplicaba al broadcast de subred. Cabe aclarar que no se usan para asignar direcciones IP a los equipos, pero sí se pueden usar para dividirlas en subredes más pequeñas.
El concepto básico de VLSM es muy simple: se toma una red y se divide en subredes fijas, luego se toma una de esas subredes y se vuelve a dividir, tomando bits "prestados" de la porción de hosts, ajustándose a la cantidad de hosts requeridos por cada segmento de nuestra red.
Por ejemplo, si se toma la dirección de red 192.168.1.0/24 y se subdivide usando una máscara /26 tendremos 4 subredes (192.168.1.0/26, 192.168.1.64/26, 192.168.1.128/26 y 192.168.1.192/26). Suponga que se construye un enlace serie entre dos routers y tomamos para ello una de las subredes (la 192.168.1.0/26): con esta máscara de subred sin aplicar vlsm se desperdiciarían 60 direcciones utilizables (26=64 menos las 2 direcciones aplicadas a las interfaces de los routers da 62 hosts, [64-2=62] una dirección para el nombre de la red o dirección de red y la otra para la dirección de difusión o broadcast).
Ahora, si se aplica VLSM a la subred anterior (la 192.168.1.0/26) y se toman "prestados" 4 bits de la porción de host tendríamos otras 16 subredes /30 (192.168.1.0/30, 192.168.1.4/30, 192.168.1.8/30, 192.168.1.12/30, 192.168.1.16/30 y así sucesivamente hasta la 192.168.1.60/30) cada una con un total de 4 direcciones totales pero solamente dos direcciones utilizables y no se genera desperdicio. Finalmente podemos tomar cualquiera de ellas, por ejemplo la 192.168.1.4/30 y aplicar las direcciones 192.168.1.5/30 y 192.168.1.6/30 a las interfaces de los routers.

## Protocolos de enrutamiento
Los protocolos de enrutamiento que soportan VLSM deben mantener y enviar, cuando difundan la información de su tabla de enrutamiento a través de la red, la máscara de subred asociada a cada una de las direcciones IP de cada entrada o ruta de encaminamiento.
Ejemplos de protocolos de encaminamiento que admiten VLSM son RIP version 2, OSPF, las versiones más recientes de BGP, y EIGRP.

## Alternativas
Una alternativa para ahorrar las escasas direcciones públicas, es utilizar direcciones privadas (RFC 1918), en combinación con traducción NAT, especialmente en las direcciones que no necesitan ser alcanzados desde fuera de la red interna. También es posible, en algunos casos, que un enlace serial se "preste" la dirección IP de otro enlace conectado al mismo router; sin embargo, esto implica la desventaja de que ya no se puede acceder directamente a ese enlace, por ejemplo, mediante un ping.
La alternativas de VLSM son más propias para el tipo de enrutamiento, en cuestiones de IPv6 es sumamente importante tener en cuenta las solicitudes dadas por el servidor para así poder crear el pool de direcciones dadas por el router inalámbrico.